# Тетерей
Тетерей (рум. Tătărăi) — село у повіті Прахова в Румунії. Входить до складу комуни Поєнарій-Буркій.
Село розташоване на відстані 35 км на північ від Бухареста, 23 км на південь від Плоєшті, 105 км на південь від Брашова.

## Населення
За даними перепису населення 2002 року у селі проживали 654 особи. Усі жителі села рідною мовою назвали румунську.
Національний склад населення села:
| Національність | Кількість осіб | Відсоток |
| -------------- | -------------- | -------- |
| румуни         | 643            | 98,3%    |
| цигани         | 11             | 1,7%     |